# Maristan de Salé
Le mâristân de Salé (ou la médersa Bou Inaniya), plus connu sous les noms de Funduq Askour ou de Dar el Qadi (« maison du juge ») est une ancienne école de médecine située à Salé, au Maroc, qui fut érigée sous l'ère mérinide au milieu du XIVe siècle. Tour à tour mâristân (hôpital ou hospice), foundouq (caravansérail) puis tribunal de charia, il a fini par être transformé en musée de musique traditionnelle. Sa façade a été classée patrimoine national par un dahir du 2 décembre 1924.

## Histoire
Le maristan de Salé a été construit par le sultan mérinide Abu Inan Faris (d'où son surnom médersa Bou Inaniya) puis achevé par son fils Abu al-Hasan ben Uthman vers 1345. Ce dernier fera de la ville avec la Médersa et la grande mosquée l'un des principaux pôles culturels et islamiques du royaume de Fès attirant ainsi des savants venus d'Al-Andalus et du Moyen-Orient comme Omar Ibn Ghiat Salaoui, Si Mohammed Ibn Mjared Salaoui, Mohammed Ibn Qassim Al Aâjlani qui enseigneront au maristan.
Après la chute des Mérinides au XVe siècle, le maristan sera transformé en foundouq appelé Askour (un mot berbère), puis en tribunal civil de la charia (d'où son autre nom Dar al Qadi signifiant "maison du juge") dans les années 1940 à la demande du juge Driss Benkhadra, fils du qadi (juge) Abdellah Benkhadra.
Actuellement, grâce à un projet budgétaire de 8 millions de dirhams, le maristan deviendra un musée d’instruments musicaux  et un centre de musique traditionnelle .

## Architecture

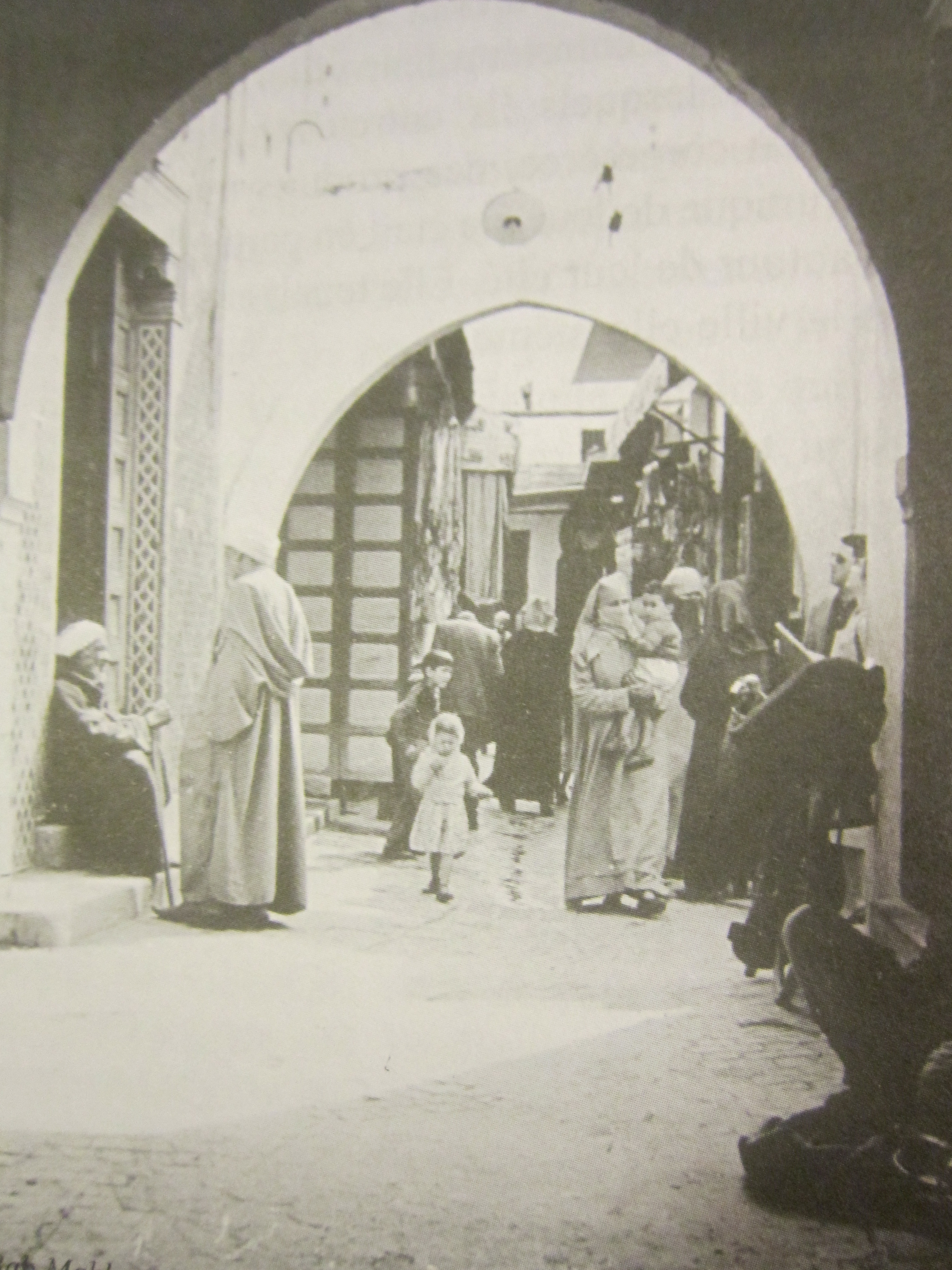
Le Maristan sur le chemin de souk Laghzel

Le maristan fut bâti selon l'architecture andalouse, à un étage, avec une galerie sur trois faces, la porte d'entrée, de belle facture est munie d'un auvent à stalactites sculptées dans la pierre.
Un patio avec sa vasque d'eau pour les ablutions rituelles ; une grande salle ou étaient disposés les médicaments et où s'effectuaient les préparations par le médecin lui-même ; dans une autre grande salle, se rassemblaient les étudiants ; le reste de l'établissement se composait de nombreuses petites salles destinées chacune à un malade ; la cuisine était disposée dans un retrait du bâtiment ; le hamam ou bain à vapeur était disposé dans un autre retrait .
Le maristan possède 2 portes principales: Une donnant sur la place Souk Laghzal et une autre sur Lhararin.

## Galerie

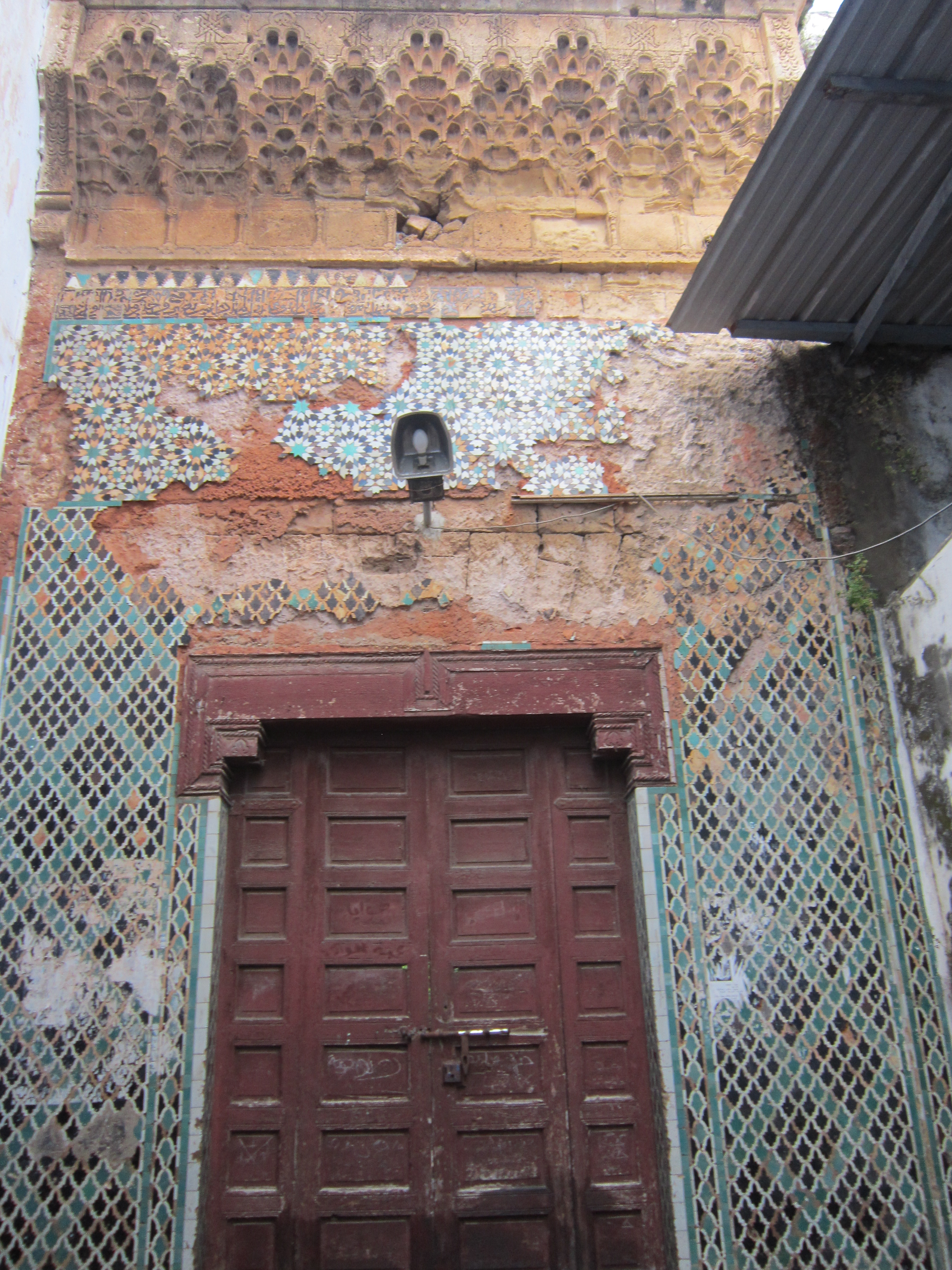
La façade de porte d'entrée qui sera restaurée par le projet de réhabilitation de la médina.